# Kis-Szabó Márk
Kis-Szabó Márk (Baja, 1973. –) magyar forgatókönyvíró.

## Életpályája

### Munkássága
Első forgatókönyvét 1997-ben írta, „Badi meller” címmel. Bár a győztes könyv megfilmesítése a pályázat része volt, a könyvből sohasem forgattak filmet. Ezután főleg a dunaújvárosi független filmes CWT forgatókönyvírójaként dolgozott, megfilmesített forgatókönyvei: Hasfalmetszők, Sohasevolt Glória, Einstein Mega Shotgun, Sherlock Holmes nevében, Aura.

## Filmjei
- Hasfelmetszők (1999)
- Sohasevolt Glória (2000)
- Presszó (2008)
- Illúziók (2008)
- Sherlock Holmes nevében (2011)
- Aura (2014)
- Pesti balhé (2020)
- Hadik (2022)
- Most vagy soha! (2024)

## Díjai
- Open Film Fesztivál "legjobb dialógusok" díja (1997)
- HBO Forgatókönyvírói Verseny (1999)